# IC 1849
IC 1849 — галактика типу E? (еліптична галактика) у сузір'ї Кит.
Цей об'єкт міститься в оригінальній редакції індексного каталогу.